# Giunto cardanico

Funzionamento del giunto cardanico

In ingegneria meccanica il giunto cardanico, giunto di Cardano o semplicemente cardano (AFI: /karˈdano/) è un quadrilatero articolato spaziale. Esso permette di trasmettere il moto tra due assi in rotazione i cui prolungamenti sono incidenti in un punto ed è dunque classificabile come un organo di trasmissione.

## L'invenzione

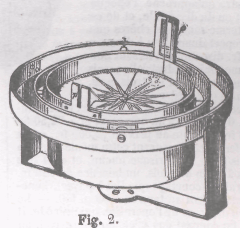
Bussola nautica

L'invenzione di questo tipo di giunto risale almeno al III secolo a.C., ad opera di scienziati greci come Filone di Bisanzio, che nella sua opera Belopoiika lo descrive chiaramente (karkesion). Inoltre, già a partire dal IV secolo a.C., con l'invenzione della catapulta, era usato per puntare l'arma. Fu riscoperto nel 1545, dall'opera del matematico italiano Gerolamo Cardano (1501-1576), che ne riportava inizialmente la paternità a Joanello Torriani. Il celebre scienziato italiano si sarebbe ispirato ad una bussola per la navigazione marittima, fissata su due cerchi articolati. Ha descritto l'articolazione che porta il suo nome in un trattato intitolato De subtilitate rerum.

## Costruzione
È costituito (oltre che dagli assi tra cui si trasmette il moto, i quali non fanno parte propriamente del giunto) da due coppie rotoidali disposte su uno stesso membro piegato a 90°, ognuna su un lato, collegate ad un asse. Questo elemento centrale, spesso a forma di croce, è detto crociera.

## Il rapporto di trasmissione

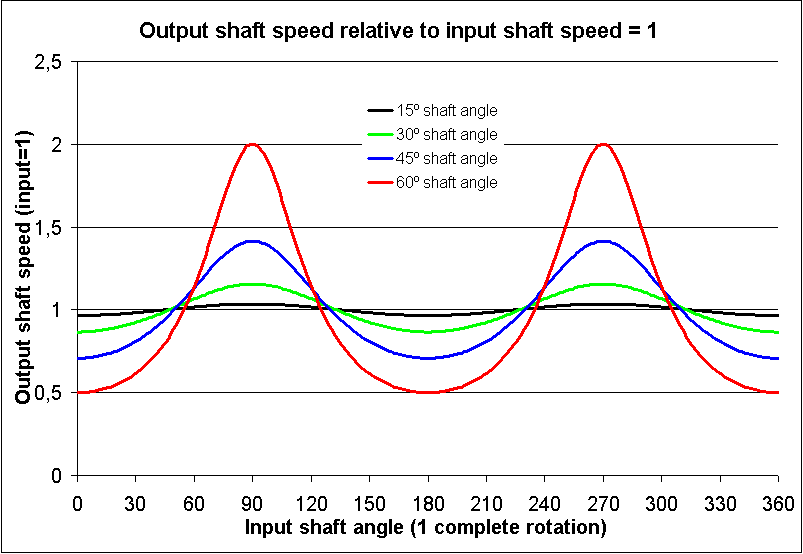
Velocità relativa dell'albero condotto rispetto a quello motore in funzione dell'angolo tra i due alberi

Il rapporto di trasmissione istantaneo, cioè il rapporto tra le velocità angolari dell'albero motore e dell'albero condotto è dato dalla formula:
{\displaystyle \tau ={\frac {\omega _{2}}{\omega _{1}}}={\frac {\cos \alpha }{1-\mathrm {sen} ^{2}(\alpha )\cos ^{2}(\theta )}}}
Dove ω2 e ω1 sono le rispettive velocità angolari dell'albero 2 e dell'albero 1, α è l'angolo di disallineamento dell'asse dell'albero condotto rispetto all'asse dell'albero motore (supplementare dell'angolo compreso tra gli assi dei due alberi) e θ è l'angolo descritto dal lato del membro collegato all'albero 1 durante la rotazione dello stesso albero.
Il giunto cardanico non è omocinetico, ossia la velocità angolare istantanea dell'albero condotto non è costante durante una rotazione completa ma, come sopra descritto, essa è funzione dell'angolo θ; invece sono uguali le velocità di rotazione medie dei due alberi. Questo causa l'evidente inconveniente di una trasmissione non fluida che nel caso di alti regimi di giri può comportare problemi legati ad esempio alle vibrazioni.
Una trasmissione omocinetica può essere ottenuta utilizzando due giunti cardanici in serie tra loro che abbiano lo stesso α, per collegare quindi due alberi paralleli non incidenti.

## Uso

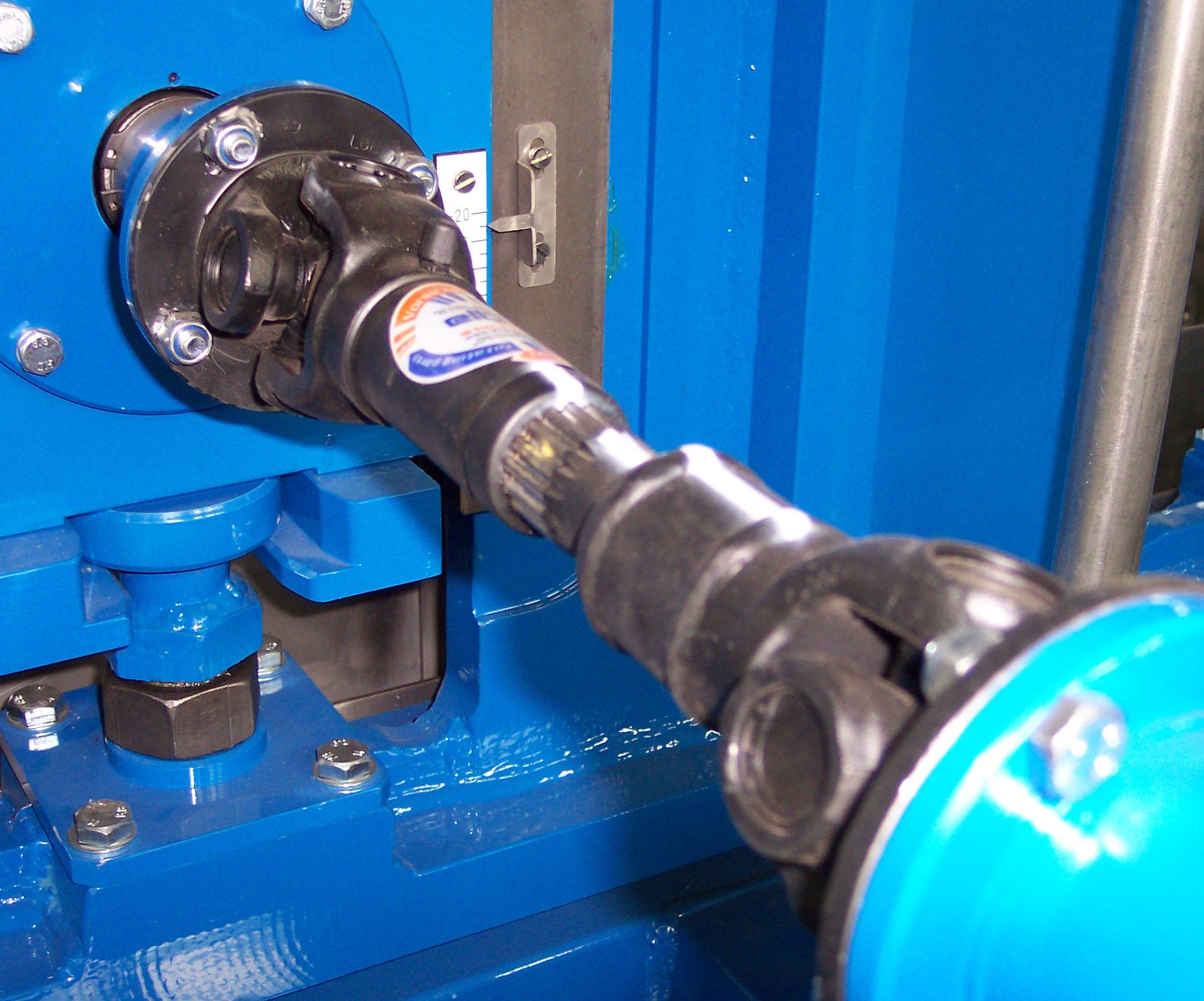
Giunto cardanico

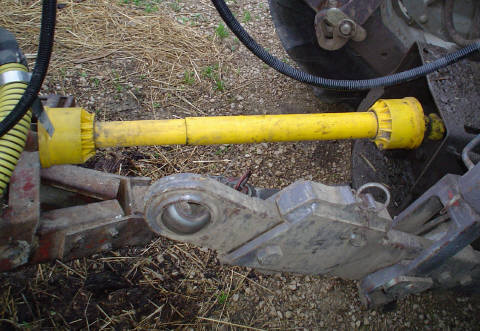
Giunto cardanico usato in agricoltura

Il giunto cardanico è molto usato in meccanica per le sue proprietà, ma anche perché è più semplice ed economico rispetto a connessioni tra alberi del tipo detto. 
In meccanica viene usato generalmente negli alberi dello sterzo e nella trasmissione.
Nelle macchine agricole viene usato un albero telescopico con due giunti cardanici per trasmettere il moto rotatorio dalla presa di potenza del trattore agli attrezzi collegati (per esempio fresatrice). È importante sottolineare come il giunto cardanico sia necessario là dove l'asse che trasmette il moto non sia perfettamente coincidente con l'asse trascinato, o quando quest'ultimo sia suscettibile di disallineamenti anche minimi. Per esempio, il semiasse delle autovetture e l'asse della ruota non sono quasi mai perfettamente coincidenti, per effetto dell'ammortizzamento, per cui si rende necessario l'uso del cardano. Comunque, anche millimetrici spostamenti costanti o alternati tra 2 assi rendono necessario l'uso del giunto cardanico, pena la rottura degli organi.